# Ronde van Spanje 2017/Tweede etappe
De tweede etappe van de Ronde van Spanje 2017 wordt verreden op 20 augustus 2017 van Nîmes naar Gruissan. De etappe is 203,4 kilometer lang. Onderweg is er één tussensprint.

## Verloop
Het grootste deel van deze vlakke etappe was zonder noemenswaardige gebeurtenissen. Er was zelfs, in tegenstelling tot wat traditie is in grote rondes, geen vroege vlucht. Er was wel wind voorspeld en het parcours lag gunstig voor waaiers, er was dus gevaar voor breuken in het peloton. Op 49 kilometer van de streep werd het peloton opgehouden door een trein op een spoorwegovergang. Dat had geen gevolgen omdat het gehele peloton bij elkaar was. Op zo'n 30 kilometer van de streep probeerden drie renners van Team Katjoesja Alpecin een waaier te forceren, maar slaagden daar niet in. Uiteindelijk wist, op aanvoeren van een aantal renners van Quick-Step Floors, op zo'n twee kilometer van de finish wel een waaier weg te rijden. Op ongeveer een kilometer van de finish viel een gat achter Yves Lampaert, die vervolgens niet meer werd bijgehaald.

### Uitvallers
Javier Moreno (Bahrein-Merida) en Anass Aït El Abdia (UAE Team Emirates) na een val op 60 kilometer van de streep.

### Tussensprinten
| Tussensprint Saint-Marcel-sur-Aude na 174,7 km |                |        |
| Plaats                                         | Naam           | Punten |
| Winnaar                                        | Matteo Trentin | 4      |
| 2                                              | Marco Haller   | 2      |
| 3                                              | Daniel Oss     | 1      |

## Uitslagen
| Rituitslag Nîmes - Gruissan (203,4 km) |                     |                        |          |
| Plaats                                 | Naam                | Ploeg                  | Tijd     |
| Winnaar                                | Yves Lampaert       | Quick-Step Floors      | 4u36'13" |
| 2                                      | Matteo Trentin      | Quick-Step Floors      | z.t.     |
| 3                                      | Adam Blythe         | Aqua Blue Sport        | z.t.     |
| 4                                      | Edward Theuns       | Trek-Segafredo         | z.t.     |
| 5                                      | Sacha Modolo        | UAE Team Emirates      | z.t.     |
| 6                                      | Michael Schwarzmann | BORA-hansgrohe         | z.t.     |
| 7                                      | Tom Van Asbroeck    | Cannondale-Drapac      | z.t.     |
| 8                                      | Daniel Oss          | BMC Racing Team        | z.t.     |
| 9                                      | Patrick Konrad      | BORA-hansgrohe         | z.t.     |
| 10                                     | Vincenzo Nibali     | Bahrein-Merida         | z.t.     |
| 11                                     | Esteban Chaves      | Orica-Scott            | + 5"     |
| 12                                     | Simon Clarke        | Cannondale-Drapac      | z.t.     |
| 13                                     | Sebastián Molano    | Manzana Postobón Team  | z.t.     |
| 14                                     | Marco Haller        | Team Katjoesja Alpecin | + 8"     |
| 15                                     | Youcef Reguigui     | Team Dimension Data    | z.t.     |
| 16                                     | Chris Froome        | Team Sky               | z.t.     |
| 17                                     | Daniel Hoelgård     | FDJ                    | z.t.     |
| 18                                     | Julian Alaphilippe  | Quick-Step Floors      | z.t.     |
| 19                                     | Fabio Aru           | Astana Pro Team        | z.t.     |
| 20                                     | Rui Costa           | UAE Team Emirates      | z.t.     |
|                                        |                     |                        |          |
| 26                                     | Wout Poels          | Team Sky               | z.t.     |

| Strijdlustigste renner |               |                |
|                        | Naam          | Ploeg          |
|                        | Markel Irizar | Trek-Segafredo |

## Klassementen
| Algemeen klassement |                    |                   |          |
| Plaats              | Naam               | Ploeg             | Tijd     |
| Rode trui           | Yves Lampaert      | Quick-Step Floors | 4u52'07" |
| 2                   | Matteo Trentin     | Quick-Step Floors | + 1"     |
| 3                   | Daniel Oss         | BMC Racing Team   | + 3"     |
| 4                   | Rohan Dennis       | BMC Racing Team   | + 17"    |
| 5                   | Tejay van Garderen | BMC Racing Team   | z.t.     |
| 6                   | Nicolas Roche      | BMC Racing Team   | z.t.     |
| 7                   | Julian Alaphilippe | Quick-Step Floors | + 18"    |
| 8                   | Wilco Kelderman    | Team Sunweb       | z.t.     |
| 9                   | Chris Froome       | Team Sky          | + 21"    |
| 10                  | Wout Poels         | Team Sky          | z.t.     |
| 11                  | David de la Cruz   | Quick-Step Floors | + 23"    |
| 12                  | Warren Barguil     | Team Sunweb       | z.t.     |
| 13                  | Bob Jungels        | Quick-Step Floors | z.t.     |
| 14                  | Sam Oomen          | Team Sunweb       | z.t.     |
| 15                  | Søren Kragh        | Team Sunweb       | z.t.     |
| 16                  | Patrick Konrad     | BORA-hansgrohe    | + 25"    |
| 17                  | Esteban Chaves     | Orica-Scott       | + 26"    |
| 18                  | Gianni Moscon      | Team Sky          | z.t.     |
| 19                  | Adam Yates         | Orica-Scott       | + 29"    |
| 20                  | Rafał Majka        | BORA-hansgrohe    | + 33"    |

| Puntenklassement |                |                   |        |
| Plaats           | Naam           | Ploeg             | Punten |
| Groene trui      | Yves Lampaert  | Quick-Step Floors | 25     |
| 2                | Matteo Trentin | Quick-Step Floors | 24     |
| 3                | Adam Blythe    | Aqua Blue Sport   | 16     |
| 4                | Edward Theuns  | Trek-Segafredo    | 14     |
| 5                | Sacha Modolo   | UAE Team Emirates | 12     |

| Bergklassement        |                   |                 |        |
| Plaats                | Naam              | Ploeg           | Punten |
| Bolletjestrui (blauw) | Nicolas Roche     | BMC Racing Team | 3      |
| 2                     | Daniel Oss        | BMC Racing Team | 2      |
| 3                     | Francisco Ventoso | BMC Racing Team | 1      |

| Combiklassement |            |                 |        |
| Plaats          | Naam       | Ploeg           | Punten |
| Witte trui      | Daniel Oss | BMC Racing Team | 12     |
| 2               |            |                 |        |
| 3               |            |                 |        |

| Ploegenklassement (tijd) |                    |           |
| Plaats                   | Ploeg              | Tijd      |
|                          | Quick-Step Floors  | 14h04'51" |
| 2                        | BMC Racing Team    | + 12"     |
| 3                        | BORA-hansgrohe     | + 15"     |
| 4                        | Team Sky           | + 24"     |
| 5                        | Team Sunweb        | + 26"     |
|                          |                    |           |
| 16                       | Team LottoNL-Jumbo | + 1'05"   |

1e etappe ·
2e etappe ·
3e etappe ·
4e etappe ·
5e etappe ·
6e etappe ·
7e etappe ·
8e etappe ·
9e etappe ·
10e etappe ·
11e etappe ·
12e etappe ·
13e etappe ·
14e etappe ·
15e etappe ·
16e etappe ·
17e etappe ·
18e etappe ·
19e etappe ·
20e etappe ·
21e etappe
Startlijst · Eindstanden · Afbeeldingen